# كيم بونغ سو
كيم بونغ سو (4 ديسمبر 1970 بجونسان في كوريا الجنوبية - ) هو مدرب كرة قدم ولاعب كرة قدم كوري جنوبي في مركز حراسة المرمى، شارك في الألعاب الأولمبية الصيفية 1992. وشارك مع منتخب كوريا الجنوبية تحت 17 سنة لكرة القدم ومنتخب كوريا الجنوبية تحت 23 سنة لكرة القدم ومنتخب كوريا الجنوبية لكرة القدم. أما مع النوادي، فقد لعب مع نادي أولسان هيونداي ونادي سول.

## وصلات خارجية
- كيم بونغ سو على موقع الاتحاد الدولي (مؤرشف)  (الإنجليزية)
- كيم بونغ سو على موقع دوري كوريا الجنوبية (الإنجليزية)
- كيم بونغ سو على موقع قاعدة بيانات كرة القدم.إي يو (الإنجليزية)
- كيم بونغ سو على موقع ناشيونال فوتبول تيمز (الإنجليزية)
- كيم بونغ سو على موقع أوليمبيديا (الإنجليزية)